# Raja Casablanca
Raja Club Athletic (نادي الرجاء الرياضي, čti Radža) je fotbalový klub z marockého města Casablanca. S jedenácti ligovými tituly je jedním z nejúspěšnějších týmů v zemi, z nejvyšší soutěže nikdy nesestoupil. Třikrát vyhrál africkou Ligu mistrů, v historické tabulce afrických klubů je na čtvrté příčce. Na mistrovství světa ve fotbale klubů, které Maroko pořádalo v prosinci 2013, skončila Raja na druhém místě, ve finále podlehla Bayernu Mnichov 0:2.

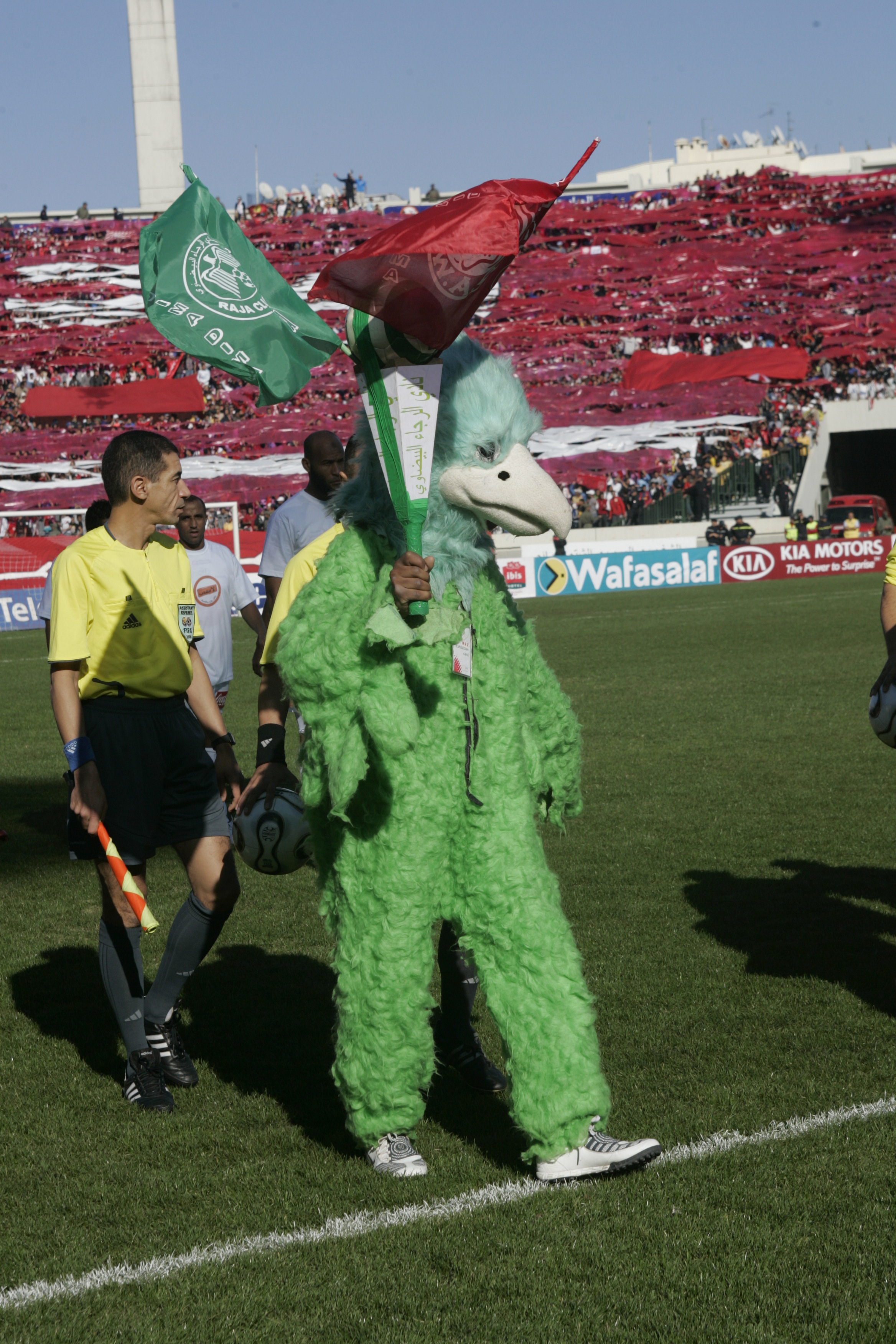
Zelený orel, maskot klubu

Klub byl založen v roce 1949. Název Raja znamená v arabštině Naděje.

## Úspěchy
- Ligový mistr: 1988, 1996, 1997, 1998, 1999, 2000, 2001, 2004, 2009, 2011, 2013, 2020
- Vítěz marockého poháru: 1974, 1977, 1982, 1996, 2002, 2005, 2012
- Vítěz Africké ligy mistrů: 1989, 1997, 1999
- Vítěz Poháru CAF: 2003
- Vítěz Konfederačního poháru CAF: 2018
- Vítěz Arabské ligy mistrů: 2006